# چلتیح تپه
چلتیح تپه مربوط به دوره ساسانیان - سده‌های میانه و متاخر دوران‌های تاریخی پس از اسلام است و در  بخش مرکزی شهرستان مراغه، دهستان قره ناز، روستای سرج، محوطه چلتیح تپه واقع شده و این اثر در تاریخ ۳۰ بهمن ۱۳۸۶ با شمارهٔ ثبت ۲۱۰۸۳ به‌عنوان یکی از آثار ملی ایران به ثبت رسیده است.